# Bindiga, Chikmagalur
Bindiga là một làng thuộc tehsil Chikmagalur, huyện Chikmagalur, bang Karnataka, Ấn Độ.